# Balanococcus tunakinensis
Balanococcus tunakinensis är en insektsart som beskrevs av Jennifer M. Cox 1987. Balanococcus tunakinensis ingår i släktet Balanococcus och familjen ullsköldlöss. Inga underarter finns listade i Catalogue of Life.